# Ґланішев
Ґланішев (пол. Głaniszew) — село в Польщі, у гміні Варта Серадзького повіту Лодзинського воєводства.
Населення — 196 осіб (2011).
У 1975—1998 роках село належало до Серадзького воєводства.

## Демографія
Демографічна структура станом на 31 березня 2011 року:
|          | Загалом | Допрацездатний вік | Працездатний вік | Постпрацездатний вік |
| -------- | ------- | ------------------ | ---------------- | -------------------- |
| Чоловіки | 105     | 17                 | 73               | 15                   |
| Жінки    | 91      | 19                 | 48               | 24                   |
| Разом    | 196     | 36                 | 121              | 39                   |